# The Curse of Love
| Совокупная оценка    | Совокупная оценка |
| Источник             | Оценка            |
| -------------------- | ----------------- |
| Metacritic           | 80/100            |
| Оценки критиков      |                   |
| Источник             | Оценка            |
| AllMusic             | [ 2 ]             |
| The Line of Best Fit | 4/10              |
| NME                  | [ 4 ]             |

The Curse of Love — «потерянный» альбом британской инди-рок-группы The Coral. Диск содержит 12 ранее невыпущенных треков, которые были записаны на 8-дорожечный магнитофон в период между альбомами The Invisible Invasion (2005) и Roots & Echoes (2007). Релиз состоялся 20 октября 2014 года.

## Список композиций
| №                   | Название                      | Автор(ы)                | Длительность |
| ------------------- | ----------------------------- | ----------------------- | ------------ |
| 1.                  | «The Curse of Love, Pt. 1»    | Джеймс Скелли           | 3:14         |
| 2.                  | «Wrapped in Blue»             | Дж. Скелли              | 3:08         |
| 3.                  | «You Closed the Door»         | Дж. Скелли              | 3:51         |
| 4.                  | «The Second Self»             | Дж. Скелли              | 2:32         |
| 5.                  | «View From the Mirror»        | Дж. Скелли              | 3:29         |
| 6.                  | «The Watcher in the Distance» | Дж. Скелли              | 4:50         |
| 7.                  | «Gently»                      | Дж. Скелли              | 3:11         |
| 8.                  | «Willow Song»                 | Дж. Скелли, Ли Саутхолл | 3:22         |
| 9.                  | «The Golden Bough»            | Дж. Скелли              | 3:29         |
| 10.                 | «The Game»                    | Дж. Скелли              | 3:09         |
| 11.                 | «Nine Times the Colour Red»   | Дж. Скелли              | 2:51         |
| 12.                 | «The Curse of Love, Pt. 2»    | Дж. Скелли              | 2:48         |
| Общая длительность: | Общая длительность:           | Общая длительность:     | 39:54        |